# Contea di Callaway
La contea di Callaway, in inglese Callaway County, è una contea dello Stato del Missouri, negli Stati Uniti. La popolazione al censimento del 2000 era di 40 766 abitanti. Il capoluogo di contea è Fulton.

## Geografia fisica

### Strade principali
- Interstate 70
- U.S. Route 40
- U.S. Route 54
- U.S. Route 63
- Missouri Route 94

### Contee confinanti
- Contea di Audrain (nord)
- Contea di Montgomery (est)
- Contea di Osage (sud)
- Contea di Cole (sud-ovest)
- Contea di Boone (ovest)
- Contea di Gasconade  (sud-est)